# Julia Kowalczyk
Julia Kowalczyk, née le 30 septembre 1997, est une judokate polonaise en activité évoluant dans la catégorie des moins de 57 kg.

## Biographie
Lors des Championnats du monde de judo 2019, elle remporte la médaille de bronze en moins de 57 kg, ce qui lui permet de se qualifier pour les Jeux olympiques d'été de 2020. C'est la seule médaille polonaise remportée lors de ces championnats.

## Palmarès
| Année | Compétition           | Lieu  | Résultat | Catégorie      |
| ----- | --------------------- | ----- | -------- | -------------- |
| 2019  | Championnats du monde | Tokyo | 3e       | Moins de 57 kg |